# 玛丽-埃伦·芬尼
玛丽-埃伦·芬尼（英語：Mary-Ellen Finney，20世纪—），美国女子赛艇运动员。她曾代表美国参加加拿大蒙特利尔举行的1984年世界赛艇锦标赛，获得女子轻量级八人单桨有舵手金牌。